# L'Oiseau Bleu (trein)
De Oiseau Bleu was een Europese internationale trein voor de verbinding Antwerpen - Parijs. De trein was vernoemd naar l'Oiseau Bleu, een toneelstuk van de Vlaamse schrijver Maurice Maeterlinck.

## CIWL
De trein is door de CIWL in 1929 in gebruik genomen op het traject Antwerpen - Parijs. In 1935 is dit verlengd tot Amsterdam - Parijs. Tijdens de Tweede Wereldoorlog werd de treindienst onderbroken. In 1947 is de dienst hervat op het traject Brussel - Parijs.
| AP    | land      | station            | km  | PA    |
| ----- | --------- | ------------------ | --- | ----- |
| 09:30 | België    | Antwerpen Centraal | 0   | 22:36 |
| 10:29 | België    | Brussel Zuid       | 53  | 21:38 |
| 14:00 | Frankrijk | Parijs Noord       | 363 | 18:05 |

## Trans Europ Express
Toen het TEE-net in 1957 van start ging werd de Oiseau Bleu een TEE dienst. Deze TEE reed ook alleen het traject Brussel - Parijs, terwijl voor de verbinding Parijs - Amsterdam de TEE-Ile de France in dienst kwam.

### Rollend materieel
De treindienst werd tot mei 1964 verzorgd door de RAm TEE-dieseltreinstellen van NS/SBB. Daarna is overgestapt op elektrische tractie met getrokken rijtuigen.

#### Tractie
Als locomotieven zijn de Franse CC 40100 meersysteemlocomotieven en de technisch bijna identieke Belgische reeks 18 ingezet.

#### Rijtuigen
Als rijtuigen werden Franse Inox-rijtuigen van het type PBA (Parijs Brussel Amsterdam) ingezet. Deze rijtuigen waren deels ondergebracht bij de SNCF en deels bij de NMBS.

### Route en dienstregeling
De TEE L'Oiseau Bleu startte op 2 juni 1957 met de nummers TEE 145 (Parijs - Brussel) en TEE 108 (Brussel Parijs). Aanvankelijk werd non-stop gereden tussen Brussel Zuid en Parijs. Op 29 september 1958 werden de stops in St. Quentin en Mons toegevoegd en op 28 mei 1965 werd het noordelijke eindpunt verplaatst naar Brussel Noord. Op 28 mei 1967 wordt de trein omgenummerd, TEE 145 krijgt nummer TEE 63 en TEE 108 krijgt nummer TEE 62. Op 23 mei 1971 vond een Europese hernummering plaats waarbij de TEE's tussen Amsterdam en Parijs doorlopend van 80 tot en met 87 genummerd werden. De even nummers rijden van noord naar zuid, de oneven nummers van zuid naar noord. Binnen deze reeks kreeg TEE L'Oiseau bleu de nummers TEE 87 en TEE 80. Op 29 september 1974 werd het aantal TEE's tussen Brussel en Parijs verhoogd tot 6 per richting per dag. De TEE L'Oiseau Bleu kreeg toen, als laatste verbinding, nummer TEE 89. In 1984 werden twee van de zes verbindingen geschrapt waaronder de L'Oiseau Bleu.
| TEE 80 | land      | station       | km  | TEE 87 |
| ------ | --------- | ------------- | --- | ------ |
| 07:13  | België    | Brussel Noord | 0   | 23:30  |
| 07:19  | België    | Brussel Zuid  | 6   | 23:23  |
| 08:01  | België    | Mons          | 61  | 22:50  |
| 08:46  | Frankrijk | St Quentin    | 162 | 22:04  |
| 09:57  | Frankrijk | Parijs Noord  | 316 | 20:54  |